# Us'va
La Us'va (in russo Усьва?) è un fiume della Russia europea orientale, affluente di destra della Čusovaja (bacino idrografico della Kama). Scorre nel Gornozavodskij rajon e nei distretti delle città di Gremjačinsk e Čusovoj del Territorio di Perm'.
Il fiume ha origine sul versante occidentale della dorsale principale degli Urali centrali, ai piedi del monte Chariusnyj Kamen'; scorre dapprima in direzione settentrionale, poi gira a sud-ovest; dopo aver passato il villaggio di Us'va si dirige a sud e sfocia nella Čusovaja a 32 km dalla foce, nella città di Čusovoj. Il fiume ha una lunghezza di 266 km, il suo bacino è di 6 170 km². Il corso del fiume è tortuoso, le rive, ripide e rocciose, sono coperte da foreste. Il maggior affluente è la Vil'va (lunga 170 km) che confluisce da sinistra a soli 4 km dalla foce.